# Lý thuyết dòng chảy đa bước trong truyền thông
Lý thuyết dòng chảy đa bước trong truyền thông chỉ ra rằng thông tin từ phương tiện truyền thông đại chúng đến những người dẫn dắt ý kiến trước đến cộng đồng và dòng chảy này có thể truyền đi đa hướng do ảnh hưởng bởi mối quan hệ cá nhân giữa nhóm người dẫn dắt ý kiến với cộng đồng của họ.

## Tổng quan
Lý thuyết này được Paul Lazarsfeld đưa ra lần đầu tiên vào năm 1944 và sau đó ông kết hợp cùng Elihu Katz để hoàn thiện nghiên cứu lý thuyết này vào năm 1955. Nó còn được biết đến như là lý thuyết Diffusion of Innovations.

## Mô tả ý tưởng
Lý thuyết dòng chảy đa bước là sự cải tiến và phát triển dựa trên lý thuyết dòng chảy hai bước trong truyền thông trước đó, và nó khắc phục một số hạn chế của lý thuyết trước đó trong xã hội mà sự kết nối giữa các cá nhân ngày càng mạnh mẽ.
Luồng thông tin sẽ đi qua một số "kênh" diễn giải trước khi cuối cùng nó đến được khách hàng tiềm năng. Theo đó, người dẫn dắt ý kiến can thiệp vào thông điệp từ truyền thông đại chúng và ảnh hưởng đến phản ứng của khán giả về nó. Sự ảnh hưởng của họ đến người khác sẽ làm thay đổi thái độ và hành vi của khán giả nhanh hơn phương tiện truyền thông chính thức vì khán giả sẽ có sự tin cậy và mối liên hệ nhất định đến người dẫn dắt ý kiến hơn là một bài báo trên báo hoặc chương trình tin tức. Và trong cuộc trò chuyện của họ, thông tin chính thức từ truyền thông đại chúng có thể bị thêm bớt và bóp méo.
Diễn giải cụ thể:
Trong lý thuyết dòng chảy đa bước trong truyền thông, thông tin truyền thông sẽ bắt đầu đi từ các kênh truyền thông có thể là phương tiện truyền thông đại chúng (Mass Media) hoặc đi từ phương tiện truyền thông cao cấp (Elite Media), sau đó thông tin truyền thông sẽ đi theo hai hướng:
Hướng 1: Thông tin từ truyền thông đại chúng đến người dẫn dắt ý kiến - sự ảnh hưởng và ý kiến của họ sẽ tác động lên thông điệp được tiếp nhận ở người tìm kiếm ý kiến - quá trình trao đổi ý kiến diễn ra giữa người dẫn dắt ý kiến và người tìm kiếm ý kiến.
Hướng 2: Thông tin từ truyền thông đại chúng đến trực tiếp với người tìm kiếm ý kiến - Opinion receivers và người tiếp nhận thông tin - Information receivers.
Luồng thông tin ảnh hưởng có thể đi thành nhiều hướng, trực tiếp đến thẳng các đối tượng hoặc từ người dẫn dắt ý kiến đến người tìm kiếm ý kiến và ngược lại. Các thông điệp được tiếp nhận có thể đi từ trên xuống hoặc thậm chí là ngược lại ảnh hưởng đến cả thông tin chính thức từ truyền thông đại chúng. Sự trao đổi thông tin giữa những cá nhân có cùng quan điểm và họ chia sẻ hiểu biết với nhau, chính vì vậy thông tin sẽ đi qua nhiều lớp ý kiến kèm giải thích riêng của họ làm cho thông tin có thể mang một ý nghĩa mới khác với dạng thông tin ban đầu.

## Câu chuyện hình thành lý thuyết
Lý thuyết về thuyết dòng chảy đa bước trong truyền thông được phát triển từ lý thuyết dòng chảy hai bước trong truyền thông và mở rộng hơn nữa. Nghiên cứu đầu tiên được thực hiện từ những tháng đầu năm 1903 bởi một nhà xã hội học người Pháp tên là Gabriel Tarde, người đã vẽ lên các đường cong khuếch tán hình chữ S ban đầu. Theo lý thuyết dòng chảy hai bước, hiệu ứng truyền thông trực tiếp bị cản trở bởi các tương tác xã hội và sự chọn lọc đối tượng trong giao tiếp, nhận thức và duy trì. Thay vì tiếp cận trực tiếp với công chúng, các ý tưởng được phát đi bởi các cơ quan báo chí được truyền thông qua một phân khúc đối tượng đặc biệt tích cực được gọi là những người dẫn dắt ý kiến. Những cá nhân chủ chốt đó sẽ nhận, giải thích và phổ biến các thông điệp truyền thông trong cộng đồng lớn hơn.
Trong những thập kỷ sau đó, lý thuyết dòng chảy hai bước đã trải qua một số sửa đổi và nhận được nhiều ý kiến trái chiều vì đánh giá thấp hiệu quả trực tiếp của truyền thông đại chúng, đặc biệt là Internet và các thiết bị di động cung cấp quyền truy cập trực tiếp vào các nội dung truyền thông. Các học giả cũng cho rằng mô hình "tuyến tính từ trên xuống" (linear top - down model) được đề xuất bởi Lazarsfeld và Katz đã đơn giản hóa quá mức ảnh hưởng giữa các cá nhân. Dòng chảy thông tin từ các phương tiện truyền thông đại chúng đến các cá nhân phức tạp hơn rất nhiều so với những gì được đề cập trong lý thuyết. Các yếu tố chủ yếu như sự trao đổi thông tin giữa những người dẫn dắt ý kiến đều không được đề cập đến trong lí thuyết ban đầu (Weimann, 1982). Tác động từ quan điểm của những người dẫn dắt ý kiến cũng không biến mất sau hai bước - những người dẫn dắt ý kiến có thể truyền đạt ý tưởng cho những người chạy theo xu hướng và những người sẽ lần lượt truyền bá những ý tưởng đó cho các cá nhân khác. Những mô hình mới phức tạp hơn của dòng chảy đa bước cho thấy những tác động từ dưới lên của khách hàng đối với các phương tiện truyền thông.

## Vận dụng lý thuyết vào tiếp thị

### Tiếp thị truyền thống
Lý thuyết dòng chảy đa bước trong truyền thông có nhiều mở rộng hơn lý thuyết dòng chảy hai bước. Trong mô hình dòng chảy thông tin, những người tiếp nhận thông tin đại chúng không chỉ chịu ảnh hưởng bởi những người dẫn dắt ý kiến mà còn có thể bị ảnh hưởng bởi các phương tiện truyền thông đại chúng.
Ví dụ, Friemel (2015) mô hình các mạng xã hội của học sinh trung học cùng với các kết nối của họ với chương trình truyền hình khác nhau. Phân tích của ông không tìm thấy bằng chứng về sự lãnh đạo ý kiến trong bối cảnh đó.
Dựa vào lý thuyết này mà các nhà tiếp thị sẽ có những nghiên cứu và quyết định các hình thức truyền thông nội dung tiếp thị qua những trung gian đa dạng hơn là lý thuyết dòng chảy hai bước.

### Tiếp thị kỹ thuật số
Trong hai thập kỷ qua, các nền tảng kỹ thuật số đã đưa ra một loạt các thách thức và cơ hội mới để nghiên cứu kiểm tra luồng thông tin và ảnh hưởng trên các cá nhân và các phương tiện truyền thông. Internet đã tăng khả năng hiển thị của các cấu trúc xã hội và làm mờ ranh giới giữa truyền thông đại chúng và cá nhân. Phương tiện truyền thông xã hội cung cấp một hồ sơ chi tiết về mối quan hệ giữa các cá nhân và trao đổi giữa những người dùng. Theo đó mà các nhà tiếp thị sẽ theo dõi và đo lường được các tác động lên người tiếp nhận của những người dẫn dắt ý kiến và truyền thông đại chúng.
Hơn thế nữa nhờ sự trợ giúp của công nghệ và sự vận dụng lý thuyết đa bước trong truyền thông, các nhà tiếp thị sẽ khoanh vùng cụ thể những người tiếp nhận thông tin tiếp thị, thiết lập được các quan hệ xã hội của họ và dùng các công cụ trong phương tiện truyền thông đại chúng nhằm khuếch đại thông tin và truyền tải ý tưởng tiếp thị.

## Danh sách tham khảo
1. ↑  "Diffusion of Innovations".
2. ↑  "Mô hình dòng chảy đa bước".
3. ↑  Gabriel Weimann. "The Influentials: People Who Influence People".
4. 1 2  Katherine Ognyanova (tháng 3 năm 2017). "Multistep Flow of Communication: Network Effects".